# Ioannis Amanatidis
Ioannis Amanatidis (griechisch Ιωάννης Αμανατίδης [ˈʝanis amanaˈtiðis]; * 3. Dezember 1981 in Kozani) ist ein ehemaliger griechischer Fußballspieler.

## Kindheit
Amanatidis kam im nordgriechischen Kozani zur Welt. Als er neun Jahre alt war, zog er mit seiner Familie nach Stuttgart.

## Vereinskarriere
Amanatidis schloss sich 1991 dem Stuttgarter SC an. 1995 wechselte er als C-Jugendlicher zum VfB Stuttgart.
Zur Saison 1999/00 spielte er für den VfB Stuttgart in der Regionalliga Süd; gleichzeitig wurde er mehrmals in den Bundesligakader der 1. Mannschaft von Trainer Ralf Rangnick berufen, hatte jedoch keine Einsatzzeiten. In der Folgesaison spielte Amanatidis als Stammspieler in der Regionalliga, schaffte aber nicht den Sprung in die 1. Mannschaft. Um Spielpraxis auf professionellem Level zu erhalten, wechselte er auf Leihbasis in der Winterpause 2000/01 zum Zweitligisten SpVgg Greuther Fürth. Dort setzte er sich durch, indem er ein erfolgreiches Sturmduo mit Francis Kioyo bildete. Nach einer weiteren Saison mit Fürth in der 2. Liga wurde zum Saisonende der Aufstieg in die 1. Bundesliga knapp verpasst; daraufhin kehrte Amanatidis im Sommer 2002 zurück zum VfB Stuttgart. Der Stürmer erspielte sich nun einen festen Platz in der ersten Mannschaft, er wurde 27-mal eingesetzt und erzielte 5 Tore.
In der folgenden Saison stagnierten seine Leistungen, er hatte weniger Spielzeiten als zuvor. Er wechselte im Winter 2004 zum Bundesligisten Eintracht Frankfurt. Am Saisonende stieg er mit der Mannschaft in die 2. Bundesliga ab; in der Rückrunde hatte er für die Eintracht sechs Tore erzielt. Er unterschrieb daraufhin beim Bundesligisten 1. FC Kaiserslautern, um nach einer Saison, zum 25. Juli 2005, erneut zur mittlerweile wieder aufgestiegenen Eintracht aus Frankfurt zu wechseln. Dort traf Amanatidis in der Saison 2005/2006 12-mal und kam damit unter die Top Ten der Torschützen (Platz 9). In der Folgesaison schaffte er mit der Eintracht den erneuten Klassenerhalt und erreichte das Halbfinale des DFB-Pokals. Zuvor stand er mit seiner Mannschaft im UEFA-Pokal in der Gruppenphase.
Von 2007 bis 2009 war Amanatidis Mannschaftskapitän von Eintracht Frankfurt unter Trainer Friedhelm Funkel. Damit trat er die Nachfolge von Jermaine Jones an, der im Sommer 2007 zum FC Schalke 04 gewechselt war.
2009, mit der Verpflichtung von Michael Skibbe als neuen Trainer von Eintracht Frankfurt, begann für Amanatidis eine problematische Zeit. Zunächst verlor er seine Kapitänsbinde und später durch mehrere Verletzungen auch seinen Stammplatz in der Mannschaft. Nachdem er wieder genesen war, wurde er zunächst nicht mehr in der ersten Mannschaft aufgestellt. Darüber beschwerte er sich über die Medien und griff auch Trainer Skibbe verbal an („Hier geht es nicht nach dem Leistungsprinzip!“). Dieser schloss daraufhin Anfang Februar 2011 Amanatidis von dem Training mit der 1. Mannschaft für unbestimmte Zeit aus. Am 17. Februar 2011 wurde Amanatidis wieder in den 18er-Kader der 1. Mannschaft für das Auswärtsspiel gegen den 1. FC Nürnberg berufen.
Zur Saison 2011/12 wurde Amanatidis von dem neuen Trainer Armin Veh aus dem Profikader aussortiert und trainierte fortan mit der zweiten Mannschaft. Daraufhin drohte Amanatidis rechtliche Schritte an, indem er bei der DFL sein vertragliches Recht auf „professionelles Training“ bei der 1. Mannschaft von Eintracht Frankfurt einklagen wolle. Das ihm angebotene Training mit der 2. Mannschaft des Vereines, die sich aus Spielern der U23 zusammensetzte, sei nicht Teil der vom Verein Eintracht Frankfurt ausgegliederten Fußball AG, bei der er aufgrund seines Lizenzspielervertrages Angestellter war. Sein Vertrag bei Eintracht Frankfurt lief bis zum 30. Juni 2012. Zum 14. Juli 2011 beantragte er deshalb beim Arbeitsgericht Frankfurt am Main einen „Erlass einer Einstweiligen Verfügung gegen seinen Arbeitgeber, die Eintracht Frankfurt Fußball AG,“. Am 18. Juli 2011 teilte der Verein mit, dass der Vertrag mit Amanatidis aufgelöst worden sei und beide Seiten nun nicht mehr in einem Arbeitsverhältnis stehen würden.
Die Frankfurter Allgemeine Zeitung meldete daraufhin, Amanatidis habe von dem Verein „rund zwei Millionen Euro“ Abfindung erhalten und seinen Lebensmittelpunkt nach Limassol, Zypern verlegt.
Seine größten Erfolge in seiner Zeit in der Bundesliga waren 2003 die Vize-Meisterschaft mit dem VfB Stuttgart und das Erreichen des DFB-Pokalfinales 2006 mit Eintracht Frankfurt.

## Nationalmannschaft
Für die griechische Nationalmannschaft debütierte Ioannis Amanatidis, der seine Stärken vor allem im Kopfballspiel und in seiner Schnelligkeit hatte, am 20. November 2002 gegen Irland.
Am 17. Oktober 2007 schoss er sein erstes Tor für die Nationalmannschaft im Europameisterschafts-Qualifikationsspiel zum 0:1 in der Türkei, was für Griechenland gleichzeitig die Teilnahme an der Endrunde der Europameisterschaft 2008 in Österreich und der Schweiz bedeutete.
Am 9. August 2010 erklärte der Stürmer nach 42 Spielen im griechischen Nationaltrikot seinen sofortigen Rücktritt aus der Nationalelf. Er wolle sich, so Amanatidis, künftig nur noch auf seine sportlichen Aktivitäten bei seinem damaligen Verein Eintracht Frankfurt konzentrieren.

## Trainer
Im Sommer 2016 wurde Amanatidis als U20-Trainer von dem Verein Iraklis Thessaloniki verpflichtet. Noch im gleichen Jahr trainierte er für zwei Wochen als Interimstrainer die 1. Mannschaft. Nachdem der griechische Fußball von Manipulationsvorwürfen betroffen war, entschied er sich, den Verein mit sofortiger Wirkung zu verlassen. Danach widmete er sich einer Ausbildung zum Fußballlehrer.
Ab Jahresbeginn 2019 war er als Assistenztrainer für den Schweizer Verein FC St. Gallen tätig, der in der Super League, der höchsten Schweizer Spielklasse, unter Cheftrainer Peter Zeidler spielt. Im Sommer 2020 gab er diese Funktion auf und kehrte stattdessen nach Thessaloniki zurück, wo er Co-Trainer von Abel Ferreira bei PAOK Thessaloniki wurde. Nach Ferreiras Weggang im Oktober 2020 fungierte er bei dem Verein als „Schattentrainer“, da der eigentliche Cheftrainer Pablo García nicht über die erforderliche Trainerlizenz verfügte. Aus Unzufriedenheit mit dieser Rolle löste Amanatidis Anfang 2021 seinen Vertrag mit dem Verein auf.

## Amanatidis und die Bild-Zeitung
Ende 2007 verbreitete die Bild-Zeitung deutschlandweit die Vorwürfe einer Autofahrerin, Amanatidis habe sie im Verlauf eines Streites im Straßenverkehr in Frankfurt am Main geohrfeigt. Amanatidis bestritt dies, ein Ermittlungsverfahren der Staatsanwaltschaft gegen ihn wurde später eingestellt. Stattdessen wurde nun gegen die Frau, die nach ihrer Aussage ein „Leser-Reporter“-Honorar der Bild-Zeitung erhielt, wegen falscher Anschuldigung ermittelt.
Amanatidis wurde später in der Frankfurter Rundschau über die Berichterstattung gegen ihn zitiert: „Ich bin sauer auf dieses Schmuddelblatt (…), das diesen Scheißdreck in die Welt setzt.“ Auf die Frage, ob es denn sinnvoll sei, sich mit der Bildzeitung anzulegen, antwortete er: „Das ist mir doch egal. Ich habe keine Angst vor diesen Leuten. Was will man erwarten von einem Blatt, das im Großen und Ganzen nur Dreck schreibt und so einer Person so viel Aufmerksamkeit schenkt.“

## Modeschöpfer
2011 gründete Amanatidis sein eigenes Modelabel namens iam exposure.